# Saint-Cyr-du-Gault
Saint-Cyr-du-Gault – miejscowość i gmina we Francji, w Regionie Centralnym, w departamencie Loir-et-Cher. Nazwa miejscowości pochodzi od imienia św. Cyryka.
Według danych na rok 1990 gminę zamieszkiwało 208 osób, a gęstość zaludnienia wynosiła 8 osób/km² (wśród 1842 gmin Regionu Centralnego Saint-Cyr-du-Gault plasuje się na 931. miejscu pod względem liczby ludności, natomiast pod względem powierzchni na miejscu 459.).